# Sadelsbach
Der Sadelsbach (auch Sadelbach) ist ein knapp 4 Kilometer langer, rechter Zufluss der Schwarzach in Stadelschwarzach in Unterfranken. 

## Geographie

### Verlauf
Der Sadelsbach entspringt im südlichen Teil der Gemarkung des Volkacher Gemeindeteils Rimbach auf einer Höhe von etwa 252 m ü. NHN in einem Quelltopf. 
Er fließt in südlicher Richtung, wobei ihm nach wenigen Metern bereits zwei kurze, unbenannte Bäche zufließen. Der Sadelsbach erreicht bald die Gemarkung Eichfeld, das ebenfalls ein Volkacher Gemeindeteil ist. Kurz vor Erreichen der bebauten Fläche des Dorfes, fließt von rechts ein unbenannter Graben dem Bach zu. In weiterhin südlicher Richtung wird der Bach in Eichfeld von der Järkendorfer Straße überquert.
Der Sadelsbach fließt im Osten des Eichfelder Altortes entlang mehrerer Gärten vorbei. Das Wasser des Baches speist auch einen kleinen See am Rande des Dorfes. Der Sadelsbach fließt anschließend parallel zur Staatsstraße 2260 und erreicht bald die Gemarkung von Prichsenstadt-Stadelschwarzach. Hier wird er zunächst durch drei kleine, künstlich angelegte Fischteiche geleitet. Er wendet sich nach Südosten und unterquert anschließend die Bundesstraße 22. 
Der Sadelsbach erreicht die Schwarzach auf Höhe der Stadelschwarzacher Kläranlage und mündet schließlich auf einer Höhe von ungefähr 219 m ü. NHN  von rechts einem von der Schwarzach abgeleiteten Mühlbach zu.
Sein etwa 3,8 km langer Lauf endet ungefähr 33 Höhenmeter unterhalb seiner Quelle, er hat somit ein mittleres Sohlgefälle von etwa 8,7 ‰.

### Einzugsgebiet
Das Einzugsgebiet des Sadelsbachs liegt im Steigerwaldvorland und wird durch ihn über die Schwarzach, den Main und den Rhein zur Nordsee entwässert.
Es grenzt
- im Osten an das Einzugsgebiet des Solbachs, der in die Schwarzach mündet;
- im Südwesten an das des Marbachs, der ebenfalls in die Schwarzach mündet;
- im Westen an das des Schwarzach-Zuflusses Seeflußgraben;
- im Nordwesten das der Sommerach in den Mainkanal mündet und
- im Norden an das des Rimbachs, der über den Weidachbach und die Volkach in den Main entwässert.

Das Einzugsgebiet wird überwiegend landwirtschaftlich genutzt, nur die höheren Lagen im Norden sind bewaldet. Die höchste Erhebung ist der Eichelberg mit einer Höhe von 273 m ü. NHN im Nordosten des Einzugsgebiets.

## Flora und Fauna
Entlang des begradigten Sadelsbachs bestehen mehrere, von den unteren Naturschutzbehörden eingetragenen Biotope. Unter dem Namen „Feuchtbrache am begradigten Sadelbach nördlich von Eichfeld“ wurden mehrere Großseggenriede unter Schutz gestellt. Daneben sind hier mehrere Landröhrichte zu finden. Unmittelbar südlich der Järkendorfer Straße findet sich außerdem ein geschützter Dorfsee unbekannten Namens. Weiter im Süden ist das Biotop „Röhrichte, Ufergehölz und feuchtes Weidengebüsch am Sadelsbach bei Stadelschwarzach“ geschützt.